# GP Denain 1989
De 31e editie van de wielerwedstrijd GP Denain werd gehouden op 6 april 1989. De start en finish vonden plaats in Denain in het Franse Noorderdepartement. De winnaar was de Belg Edwig Van Hooydonck, gevolgd door Franck Boucanville en Thierry Marie.

## Uitslag
| GP Denain 1989 |                     |                                 |      |
| Plaats         | Naam                | Ploeg                           | tijd |
| Winnaar        | Edwig Van Hooydonck | Superconfex-Yoko-Opel-Colnago   |      |
| 2              | Thierry Marie       | Système U-Raleigh-FIAT          |      |
| 3              | Franck Boucanville  | Fagor-MBK                       |      |
| 4              | Philippe Leleu      | Toshiba-Kaercher-Look           |      |
| 5              | Jan Mattheus        | Superconfex-Yoko-Opel-Colnago   |      |
| 6              | Gérard Rué          | Système U-Raleigh-FIAT          |      |
| 7              | Johnny Dauwe        | Domex-Weinmann                  |      |
| 8              | Gino Van Hooydonck  | Superconfex-Yoko-Opel-Colnago   |      |
| 9              | Marc Seynaeve       | Histor-Sigma-Fina-Cicli Diamant |      |
| 10             | Philippe Louviot    | Z-Peugeot                       |      |

1959 · 1960 · 1961 · 1962 · 1963 · 1964 · 1965 · 1966 · 1967 · 1968 · 1969 · 1970 · 1971 · 1972 · 1973 · 1974 · 1975 · 1976 · 1977 · 1978 · 1979 · 1980 · 1981 · 1982 · 1983 · 1984 · 1985 · 1986 · 1987 · 1988 · 1989 · 1990 · 1991 · 1992 · 1993 · 1994 · 1995 · 1996 · 1997 · 1998 · 1999 · 2000 · 2001 · 2002 · 2003 · 2004 · 2005 · 2006 · 2007 · 2008 · 2009 · 2010 · 2011 · 2012 · 2013 · 2014 · 2015 · 2016 · 2017 · 2018 · 2019 · 2020 · 2021 · 2022 · 2023 · 2024 · 2025